# Mantes-la-Jolie
Mantes-la-Jolie är en kommun i departementet Yvelines i regionen Île-de-France i norra Frankrike. Kommunen ligger i kantonen Mantes-la-Jolie som tillhör arrondissementet Mantes-la-Jolie. År 2022 hade Mantes-la-Jolie 44 246 invånare. I staden finns kyrkan Notre-Dame de Mantes, byggd cirka 1155–1350.

## Befolkningsutveckling
Antalet invånare i kommunen Mantes-la-Jolie
| Referens: INSEE |